# Liste der Kulturgüter von nationaler Bedeutung im Kanton Glarus
Diese Liste enthält alle national bedeutenden Kulturgüter (A-Objekte, geregelt in KGSV) im Kanton Glarus, die in der Ausgabe 2009 (Stand: 1. Januar 2018) des Schweizerischen Inventars der Kulturgüter von nationaler und regionaler Bedeutung vermerkt sind. Sie ist nach politischen Gemeinden sortiert; enthalten sind 30 Einzelbauten, sieben Sammlungen und vier archäologische Fundstellen.

## Abkürzungen
- A: Archäologie
- Arch: Archiv
- B: Bibliothek
- E: Einzelobjekt
- M: Museum
- O: Mehrteiliges Objekt

## Inventar nach Gemeinde

### Glarus
| KGS-Nr. | Foto | Objektbezeichnung                                                    | Typ      | Adresse                        | Koordinaten     |
| ------- | ---- | -------------------------------------------------------------------- | -------- | ------------------------------ | --------------- |
| 02676   |      | Fabrikkomplex Jenny & Co. mit Comptoir                               | O        | Ennenda, Fabrikstrasse 7, 9    | 724370 / 210877 |
| 02690   |      | Ehemalige Höhere Stadtschule sowie Landesbibliothek und Landesarchiv | Arch B E | Glarus, Hauptstrasse 60        | 723752 / 211331 |
| 02691   |      | Gerichtshaus mit Seitenpavillons                                     | E        | Glarus, Spielhof 6             | 723734 / 211397 |
| 02692   |      | Haus Brunner                                                         | E        | Glarus, Im Sand 9              | 723766 / 211085 |
| 02693   |      | Haus in der Wiese                                                    | E        | Glarus, Wiesli 5               | 723447 / 211404 |
| 02694   |      | Haus Schuler-Ganzoni mit Parkanlage                                  | O        | Glarus, Gerichtshausstrasse 58 | 723507 / 211250 |
| 02696   |      | Kunsthaus Glarus                                                     | E        | Glarus, Volksgarten            | 724086 / 211022 |
| 02698   |      | Reformierte Stadtkirche mit reformiertem und katholischem Pfarrhaus  | O        | Glarus, Sandstrasse            | 723625 / 211191 |
| 02701   |      | Bahnhof und Güterschuppen, Lokomotiv-Remisen und Drehscheibe,        | O        | Glarus, Bahnhofplatz           | 724086 / 211165 |
| 02724   |      | Kantonales Zeughaus                                                  | E        | Glarus, Landstrasse 38         | 723414 / 211630 |
| 02786   |      | Kraftwerk am Löntsch                                                 | E        | Netstal, Rütigasse             | 722350 / 212980 |
| 02791   |      | Stählihaus                                                           | E        | Netstal, Grünhag 30            | 722346 / 213200 |
| 08804   |      | Landesarchiv Glarus                                                  | B        | Glarus, Hauptstrasse 60        | 723747 / 211339 |
| 09301   |      | Bibliothek der G.T. Mandl-Stiftung                                   | B        | Netstal, Kreuzbühlstrasse 68   | 723045 / 213866 |
| 09331   |      | Landesbibliothek                                                     | B        | Glarus, Hauptstrasse 60        | 723753 / 211322 |
| 09609   |      | Altstadt (mittelalterliche / neuzeitliche Stadt)                     | A        | Glarus                         | 723950 / 211300 |

### Glarus Nord
| KGS-Nr. | Foto | Objektbezeichnung                  | Typ | Adresse                       | Koordinaten     |
| ------- | ---- | ---------------------------------- | --- | ----------------------------- | --------------- |
| 02650   |      | Herrensitz Milt («Elsenerhaus»)    | E   | Bilten, Elsenerstrasse 12     | 720170 / 222810 |
| 02689   |      | Vor dem Wald (römischer Wachtturm) | A   | Filzbach, Kerenzerbergstrasse | 727460 / 220300 |
| 02751   |      | Herrensitz Haltli                  | E   | Mollis, Kerenzerstrasse 19    | 724227 / 217694 |
| 02752   |      | Zwickyhaus                         | E   | Mollis, Vorderdorfstrasse 59  | 724201 / 216725 |
| 02758   |      | Hof und Höfli mit Gartenpavillon   | O   | Mollis, Steinackerstrasse 4   | 724263 / 216692 |
| 02764   |      | Hammerschmiede                     | E   | Mühlehorn, Kohlplatz          | 731529 / 219761 |
| 02767   |      | Freulerpalast                      | E   | Näfels, Bahnhofstrasse 2      | 723343 / 217749 |
| 02768   |      | Katholische Kirche St. Hilarius    | E   | Näfels, Denkmalweg            | 723380 / 217890 |
| 02769   |      | Mittelalterliche Letzi             | A   | Näfels, Letz                  | 723480 / 217979 |
| 02797   |      | Industriesiedlung Jenny & Co.      | O   | Niederurnen, Ziegelbrücke     | 723165 / 221512 |
| 08511   |      | Museum des Landes Glarus           | M   | Näfels, Bahnhofstrasse 2      | 723336 / 217745 |

### Glarus Süd
| KGS-Nr. | Foto | Objektbezeichnung                                    | Typ    | Adresse                             | Koordinaten     |
| ------- | ---- | ---------------------------------------------------- | ------ | ----------------------------------- | --------------- |
| 02654   |      | Ortstockhaus                                         | E      | Braunwald, Braunwaldalp Unterstafel | 717083 / 200819 |
| 02655   |      | Haus Sunnezyt                                        | E      | Luchsingen, Hauptstrasse 18         | 721048 / 201009 |
| 02661   |      | Grosshaus                                            | E      | Elm, Dorfstrasse                    | 732050 / 197936 |
| 02662   |      | Zentnerhaus                                          | E      | Elm, Dorfstrasse                    | 732009 / 197897 |
| 02669   |      | Suworowhaus                                          | E      | Elm, Dorf                           | 732073 / 197992 |
| 02725   |      | Spinnerei Daniel Jenny & Co.                         | O      | Haslen, Bahnhofstrasse              | 723350 / 204999 |
| 02729   |      | Pantenbrücke                                         | O      | Linthal                             | 717650 / 192019 |
| 02740   |      | Brummbachhaus                                        | E      | Matt, Brummbach 36                  | 731791 / 201823 |
| 02742   |      | Schiffmeisterhaus (Schönenbergerhaus)                | E      | Mitlödi, Rain 3                     | 724657 / 207876 |
| 08597   |      | Naturwissenschaftliche Sammlungen des Kantons Glarus | M      | Engi, Bergen                        | 730340 / 205288 |
| 08598   |      | Glarner Wirtschaftsarchiv                            | Arch M | Schwanden, Mühlestrasse 19/III      | 724691 / 206089 |
| 09608   |      | Bergeten (mittelalterliche Alpwüstung)               | A      | Braunwald                           | 716500 / 200189 |
| 11741   |      | Stegguthaus                                          | E      | Matt, Brummbach 21                  | 731757 / 201747 |